# Simulium konoi
Simulium konoi es una especie de insecto del género Simulium, familia Simuliidae, orden Diptera.
Fue descrita científicamente por Takashasi, 1950.